# Lusonectes
Lusonectes (nombre que significa "nadador portugués") es un género extinto de plesiosáurido de principios del Jurásico (piso del Toarciano) hallado en los depósitos de Alhadas, Portugal. Es conocido del holotipo MG33, un cráneo parcial y una mandíbula articulada. Fue hallado por Henri Émile Sauvage, un paleontólogo francés, en el siglo XIX en la formación São Gião, cerca de Murtede, Portugal. Fue nombrado por Adam S. Smith, Ricardo Araújo y Octávio Mateus en 2011 y la especie tipo es Lusonectes sauvagei. El nombre del género se deriva del prefijo latino Luso que significa "portugués" y nectes ("nadador" en griego). El nombre científico de la especie hace homenaje a Henri Émile Sauvage. Está basado en una única autapomorfia, un amplio proceso cultrifome del parasfenoide que es tan largo como las cavidades posteriores del interpterigoide, y también en una combinación única de características. Análisis cladísticos de los plesiosauroides del Jurásico encontraron que Lusonectes era un "elasmosaurio microcleídido", equivalente al clado Plesiosauridae según Ketchum y Benson, 2010. Lusonectes es el único plesiosaurio diagnóstico conocido de Portugal hasta la fecha.